# Сельский округ Рахымжана Кошкарбаева
Се́льский окру́г Рахымжа́на Кошкарба́ева (каз. Рахымжан Қошқарбаев ауылдық округі) — административная единица в составе Целиноградского района Акмолинской области Республики Казахстан.
Административный центр — село Рахымжана Кошкарбаева.

## География
Административно-территориальное образование расположено в южной части района, граничит:
- на севере с Караоткельским сельским округом,
- на северо-востоке с селом Тайтобе,
- на востоке с сельским округом Кабанбай батыра,
- на юге с Нуринским районом Карагандинской области,
- на западе с Жарлыкольским, Шалкарским сельским округами.

Сельский округ расположен на казахском мелкосопочнике. Рельеф местности в основном представляет собой сплошную равнину с незначительными перепадами высот; средняя высота округа — около 340 метров над уровнем моря. 
Гидрографическая сеть округа представлена рекой Нура — которая образует восточные и северные границы округа.
Климат холодно-умеренный, с хорошей влажностью. Среднегодовая температура воздуха отрицательная и составляет около -4,3°С. Среднемесячная температура воздуха в июле достигает +20,6°С. Среднемесячная температура января составляет около -14,0°С. Среднегодовое количество осадков составляет около 385 мм. Основная часть осадков выпадает в период с июня по июль.

## История
В 1989 году существовал как — Романовский сельсовет (сёла Романовка, Аганас, Кенес, Павлоградка, Преображенка, Сарыколь, Шнет).
В периоде 1991 — 1998 годов Романовский сельсовет был переименован в Романовский сельский округ; сёла Кенес и Сарыколь были упразднены.
В 2006 году Романовский сельский округ и село Романовка были переименованы в сельский округ Рахымжана Кошкарбаева и село Рахымжана Кошкарбаева соответственно.
В 2006 году село Павлоградовка было переименовано и преобразовано в аул Сарыколь.
В 2018 году село Аганас было упразднено.
В 2019 году село Шнет было упразднено.

## Население
| Численность населения | Численность населения | Численность населения |
| 1989                  | 1999                  | 2009                  |
| --------------------- | --------------------- | --------------------- |
| 3157                  | ↘2394                 | ↗2516                 |

## Состав
| № | Населённый пункт      | Тип населённого пункта       | Население, 1989 | Население, 1999 | Население, 2009 |
| - | --------------------- | ---------------------------- | --------------- | --------------- | --------------- |
| 1 | Аганас                | село (упразднено)            | 175             | 163             | 152             |
| 2 | Кенес                 | село (упразднено)            | 41              | -               | -               |
| 3 | Преображенка          | село                         | 278             | 171             | 145             |
| 4 | Рахымжана Кошкарбаева | село, административный центр | 1 917           | 1 564           | 1 680           |
| 5 | Сарыколь              | аул                          | 496             | 298             | 369             |
| 6 | Сарыколь              | село (упразднено)            | 16              | -               | -               |
| 7 | Шнет                  | село (упразднено)            | 234             | 198             | 170             |

## Экономика
Сельское хозяйство
На территории округа зарегистрировано:
- 8 ТОО,
- 20 крестьянских хозяйств,
- 19 индивидуальных предпринимателей.

В 2020 году в округе посеяно 24 882 га., было  убрано – 22 882 га. Зерновых, 2 000 гектаров масленичных, средняя урожайность зерновых культур составляет — 15,4 ц /га.
Производством продукции животноводства занимаются 2 — ТОО и 5 крестьянских хозяйств. В них КРС — 1 483 голов. 
Численность скота по округу по проведенной переписи в личных подворьях на 1 января 2021 составила:
- КРС — 768 голов,
- МРС — 1 407 голов,
- лошадей — 654 голов.

Предпринимательство
В сельском округе 6 торговых точек.

## Инфраструктура
Образование
- 1 СШ,
- 1 ОШ,
- 1 НШ,
- 2 мини-центра,
- 1 детский сад «Мерген».

Здравоохранение
- 1 ФАП,
- 2 медицинских пункта.

## Местное самоуправление
Аппарат акима сельского округа Рахымжана Кошкарбаева — село Рахымжана Кошкарбаева, улица 40 лет Казахстана, дом 1.
- Аким сельского округа — Кунакова Гульбану Алитановна.